# フィリッポ・ガッリ
フィリッポ・ガッリ（Filippo Galli, 1963年5月19日 - ）は、イタリア・モンツァ出身の元サッカー選手、現サッカー指導者。現役時代のポジションはDF。
普段はセンターバックとしてプレーしたが、時には右サイドバックやスウィーパーとしてプレーすることもあった。ACミランに13シーズン半に渡り在籍し、クラブの黄金期を支えた。

## 経歴

### ミラン
ミランに在籍した13シーズンの間に、アッリーゴ・サッキやファビオ・カペッロらの下で、セリエAを5回、ヨーロピアン・カップを3回、 インターコンチネンタルカップを2回、UEFAスーパーカップを3回、スーペルコッパ・イタリアーナを4回制覇するなど、大きな成功を収めた。ミランでは通算325試合に出場して4得点、セリエAでは通算217試合に出場して3得点を挙げている。レギュラーを務めていた当初は、フランコ・バレージ、マウロ・タソッティ、パオロ・マルディーニと共に先発していたが、
1979年、15歳の時、ACミランの下部組織に入団、この時のチームメートにアルベリゴ・エヴァーニが居た。1982年からはトップチームに昇格したが、セリエCのペスカーラ・カルチョにレンタル移籍し、デビューを果たした。同クラブで28試合に出場し、セリエB昇格に貢献した活躍が認められ、1983-84シーズンにミランへ復帰。1983年9月18日、セリエAデビュー戦となった、ホームのエラス・ヴェローナFC戦では4-2で勝利を飾り、すぐに、フランコ・バレージとコンビを組むようになった。1984年1月15日のアヴェッリーノ戦において、セリエA得点を記録した。同シーズンのリーグ戦28試合に出場した。1987-88シーズン、レギュラーとしてプレーし、自身初のリーグ制覇を果たした。
1988-89シーズンからは、怪我の多さからアレッサンドロ・コスタクルタの控えに回ることが多くなった。チャンピオンズカップ決勝のステアウア・ブカレストもベンチスタートとなったが、後半途中から出場して優勝を果たした。このシーズン、怪我で離脱した影響で、19試合の出場に留まった。1989-90シーズン、再びレギュラーの座を奪取していたが、練習中にマルコ・ファン・バステンと激突し、膝を故障、かなりの試合を欠場。チャンピオンズカップ決勝のベンフィカ戦でチームは2連覇を果たしたが、僅かな出場時間を得ただけだった。1990-91シーズン、インターコンチネンタルカップでは、マルディーニが負傷したことにより、前半25分から出場し、優勝を果たした。このシーズン年間30試合に出場した。
1991-92シーズン、ファビオ・カペッロが監督に就任して以降、緊急時に起用される、頼れる控え選手という立ち位置となったが。1993-94シーズン、に行われたFCバルセロナとのUEFAチャンピオンズリーグ決勝では、出場停止のコスタクルタに代わり先発出場。ロマーリオに仕事をさせず、優勝に貢献した。

### レッジャーナ以降
1996-97シーズン冬の移籍市場でACレッジャーナ1919に移籍した。2シーズンプレーした後、セリエBのブレシア・カルチョへ移籍、3シーズンレギュラーを務め、104試合に出場、その間、1999-00シーズンにブレシアはセリエAに昇格に貢献した。
2001年からはジャンルカ・ヴィアリが監督を務めていた、ディヴィジョン1のワトフォードFCへ加入し、自身初めて国外でプレー。2002年には母国のSSDプロ・セストに移籍し、2004年に41歳で現役を引退した。

## 代表歴
A代表戦の出場歴は無いが、1984年から1987年の間に、U-21サッカーイタリア代表の試合にはに7試合出場している。また、UEFA U-21欧州選手権1984と1984年オリンピックにも参加している。

## 指導歴
2004年の引退後は指導者としての道を進み、2008年8月からは古巣ACミランのユースチームの監督を務め、また、ミラン時代のチームメイトのカルロ・アンチェロッティのアシスタントコーチを、同じくミラン時代のチームメイトのマウロ・タソッティと共に務めた。また、一時期は評論家としても活動していた。2012年9月、FIGCによる育成機関コヴェルチャーノでコーチングを学ぶ。
2009年よりミランのユース部門責任者を務め、ジャンルイジ・ドンナルンマやマヌエル・ロカテッリらを輩出。2017-18シーズンを以て同職をマリオ・ベレッタに譲った。

## プレースタイルなど
知性とテクニックがあり、ヘディングが強く、相手からボールを奪う能力も高く、1対1の対応や相手選手のマンマークを得意とした、ディフェンダーであった。シルビオ・ベルルスコーニから「ミランというチームのスタイルを最も体現している選手である」と評価されていた。しかし、キャリアの全盛期を迎えたいた頃の大怪我により、順調に進んでいたキャリアは妨げられた。

## タイトル

### クラブ
ACミラン
- セリエA（5）：1987-1988, 1991-1992, 1992-1993, 1993-1994, 1995-1996
- コッパ・イタリア（2）：1984-1985, 1989-1990
- スーペルコッパ・イタリアーナ（4）：1988, 1992, 1993, 1994
- UEFAチャンピオンズリーグ（3）：1988-89, 1989-90, 1993-94
- UEFAスーパーカップ（3）：1989, 1990, 1994
- インターコンチネンタルカップ（2）：1989, 1990